# Kaula al-Yahudi
Kaula al Yahudi (685-718) fue un general judío nombrado por Táriq ibn Ziyad durante la conquista musulmana de la península ibérica (expansión musulmana), iniciada tras la muerte de Mahoma, que alcanzó a al-Ándalus a principios del siglo VIII.

## Biografía
En 711, Kaula lideró a los judíos sefarditas contra el rey Rodrigo, el último monarca del Reino visigodo de Toledo, en la batalla del Río Barbate (Batalla de Guadalete) cerca de Xeres de la Frontera. Los judíos le apoyaron en varias batallas. Después de que cada una de las ciudades bajo dominio visigodo fue conquistada (Córdoba, Granada, Málaga), los judíos recibieron varias posiciones de salvaguardia de los intereses musulmanes.
El fin del dominio visigótico en España marcó el inicio de 150 años de paz. Así comenzó lo que se conoció como la Edad de Oro para los judíos en al-Ándalus, y que se extendió por varios siglos hasta la Reconquista cristiana. El Califato de Córdoba era independiente de Bagdad y alentó el florecimiento de la cultura hispano-judía al mismo tiempo que estaba siendo suprimido por el califato de Bagdad.
Kaula al Yahudi luchó valientemente contra Xerez y contra los visigodos al frente de su ejército de judíos y bereberes, y ocupó una parte de Cataluña. Se levantó contra el tiránico Al-Ḥurr ibn 'Abd al-Raḥman, valí de al-Ándalus. Al-Hurr le atacó con un ejército superior y le obligó a retroceder hacia Lérida. Allí fue derrotado, llevado y ejecutado en 718.